# Isokreosol
Isokreosol ist eine aromatische Verbindung mit der Summenformel C8H10O2. Es ist ein Isomer zum Kreosol, von dem es sich nur durch die Stellung der Methoxygruppe unterscheidet. Man kann es als Methylderivat des Guajacols oder als Methoxyderivat von m-Kresol ansehen.
Das Pikrat kristallisiert aus Ethanol in orangeroten Blättchen mit einem Schmelzpunkt von 87,5 °C.